# Eremitério de Mamede
O Eremitério de Mamede (em armênio: Մամաս անապատ; romaniz.: Mamas anapat), também chamado mosteiro de Mamede (Մամասա վանք, Mamasavank’) é um eremitério situado na província de Vaiose Zor, numa planície alta a 10 quilômetros a nordeste da aldeia Eleguenazor e três quilômetros a leste da aldeia de Caragluque, perto da aldeia de Sali. Segundo o historiador Estêvão Orbeliano (século XIII), os príncipes de Siúnia que foram a Cesareia Mázaca com Gregório, o Iluminador trouxeram consigo relíquias de São Mamede e enterraram-nas no local onde construiriam o edifício, em 345.
Em meados do século XIII, em 1251, o monge Sete e certo Sevechi construíram uma capela e uma igreja com o nome de São Paulo neste local, completando o complexo. As paredes de fundação foram preservadas. No lado oeste, há um cemitério, onde há cachecares e lápides. Há fragmentos de inscrições relacionadas à construção do mosteiro e doações. É mencionado na "Lista de Caligrafias" como um centro de caligrafia. O Evangelho foi copiado aqui nas décadas de 50 e 80 do século XV.